# روي هيلي
روي هيلي (بالإنجليزية: Roy Healy)‏ هو مهندس أمريكي، ولد في 1915، وتوفي في 1968.